# Babat Baru
Babat Baru is een bestuurslaag in het regentschap Lahat van de provincie Zuid-Sumatra, Indonesië. Babat Baru telt 519 inwoners (volkstelling 2010).